# 羅斯洛恩 (印地安納州)
羅斯洛恩（英語：Roselawn）是位於美國印地安納州傑斯帕縣的一個人口普查指定地區。

## 人口
根據2010年美國人口普查的數據，羅斯洛恩的面積為20.93平方千米，當中陸地面積為20.90平方千米，而水域面積為0.03平方千米。當地共有人口4131人，而人口密度為每平方千米197.37人。